# James Thompson (Rennfahrer)

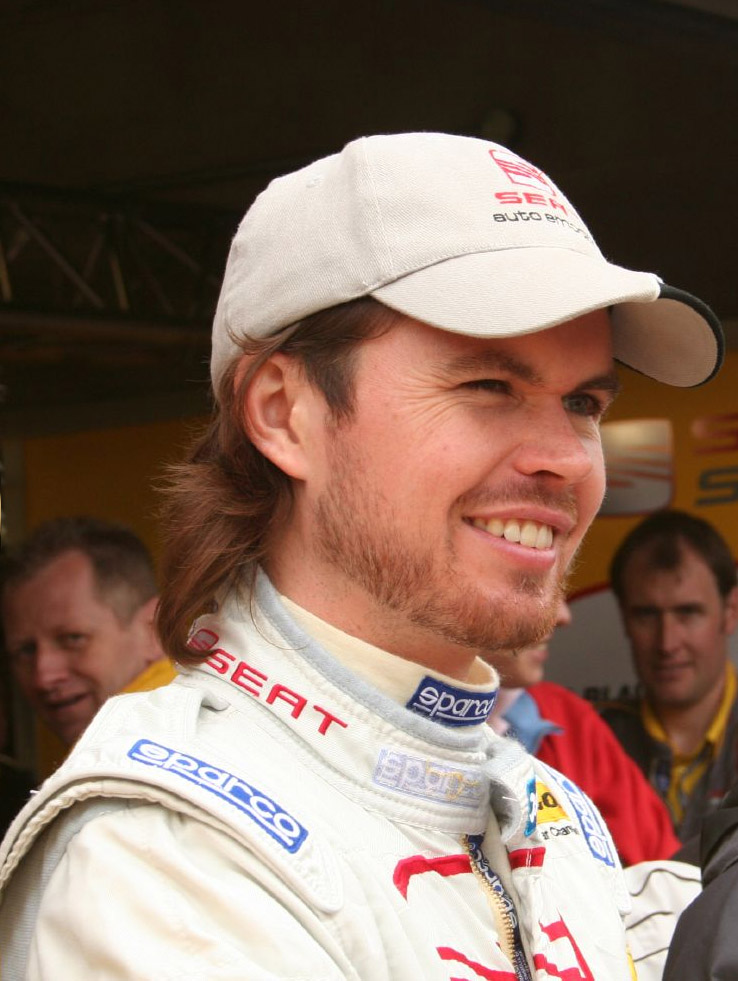
James Thompson

James Thompson (* 26. April 1974 in Twickenham) ist ein britischer Automobilrennfahrer.

## Karriere

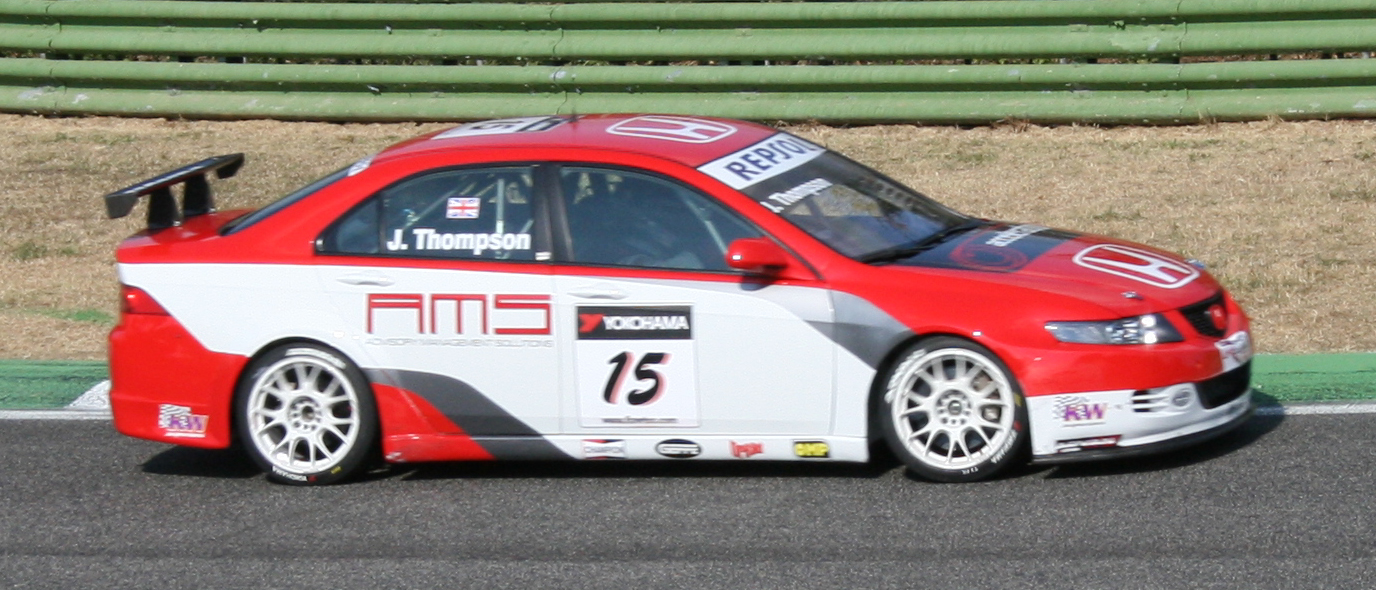
Saison 2008

Thompson betrieb 1990 Kartsport, ein Jahr später wechselte er für zwei Saisons in die Britische Formel Vauxhall Junior. 1993 nahm er am Britischen Produktionswagen-Championat teil, wo er Meister wurde. Von 1994 bis 2004, 2006 und 2009 fuhr er in der Britischen Tourenwagen-Serie, 2002 und 2004 gewann er diese Meisterschaft. Neben seinem dortigen Engagement sah man ihn 2000 in der DTM sowie 2001, 2003 und 2004 unregelmäßig in der Tourenwagen-Europameisterschaft. Ab 2005 trat Thompson durchgehend in der Tourenwagen-Weltmeisterschaft (kurz WTCC) an und erreichte 2007 in der Gesamtwertung Platz 3. In der Saison 2008 fuhr er außerdem in der Dänischen Tourenwagen-Meisterschaft. 2009 konnte er den FIA European Touring Car Cup für sich entscheiden. Zum Auftakt der WTCC-Saison feierte Thompson im März 2013 in Monza (Italien) sein Comeback auf einem Lada Granta. Er startete jedoch nur im Qualifying, da beide Lada bei einer von seinem Teamkollegen Alexei Dudukalo verursachten Kollision in der ersten Schikane der Rennstrecke einen Totalschaden erlitten.

## Statistik

### Karrierestationen
- 1990: Kartsport
- 1991: Britische Formel Vauxhall Junior
- 1992: Britische Formel Vauxhall Junior (Platz 4)
- 1993: Britische Produktionswagen-Meisterschaft (Honda; Meister)
- 1994: BTCC B-Klasse (Peugeot)
- 1995: BTCC (Vauxhall; Platz 7)
- 1996: BTCC (Vauxhall; Platz 10)
- 1997: BTCC (Honda; Platz 5)
- 1998: BTCC (Honda; Platz 3)
- 1999: BTCC (Honda; Platz 4)
- 2000: BTCC (Honda; Platz 9); DTM (Audi; Platz 18)
- 2001: BTCC (Honda; Platz 3); ETCC (Honda; Platz 20)
- 2002: BTCC (Vauxhall; Meister)
- 2003: BTCC (Vauxhall; Platz 2); ETCC (Alfa Romeo; Platz 12)
- 2004: BTCC (Vauxhall; Meister); ETCC (Alfa Romeo; Platz 9)
- 2005: WTCC (Alfa Romeo; Platz 8)
- 2006: WTCC (SEAT; Platz 8); BTCC (SEAT; Platz 6)
- 2007: WTCC (Alfa Romeo; Platz 3)
- 2008: WTCC (Honda; Platz 15); DTC (Honda; Platz 9)
- 2009: BTCC (Honda; Platz 9); DTC (Honda; Platz 3); WTCC (Lada; Platz 17); ETC-Cup (Honda; Meister)
- 2010: STCC (Honda; Platz 10); DTC (Honda; Platz 10); ETC-Cup (Honda; Meister)
- 2011: STCC (Volvo; Platz 12)
- 2012: WTCC (Lada)
- 2013: WTCC (Lada; Platz 14)